# Uğur
Uğur  è un nome proprio di persona turco maschile.

## Origine e diffusione
Riprende un vocabolo turco che vuol dire "buon segno", "fortuna". È quindi analogo, per significato, a nomi quali Dalia, Bonaventura, Fortuna, Laima, Felicita e Gad.

## Persone
- Uğur Boral, calciatore turco
- Uğur Mumcu, giornalista turco
- Uğur Pamuk, calciatore azero
- Uğur Şahin, scienziato turco
- Uğur Yıldırım, calciatore olandese